# Nettoyage symbiotique

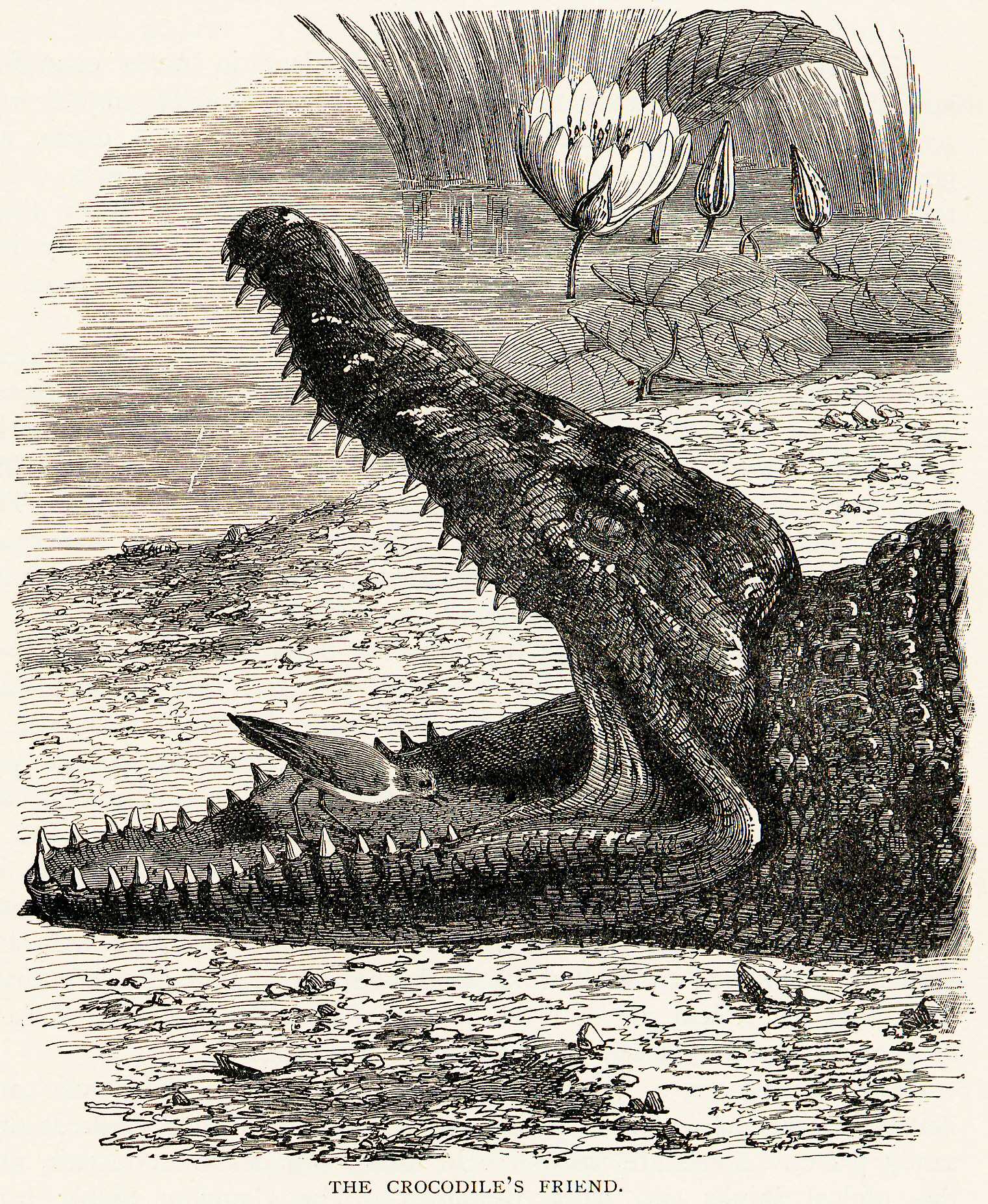
Un petit oiseau tel qu'un pluvier ou un bécasseau se nourrit des sangsues dans la bouche béante d'un crocodile du Nil.

Le nettoyage symbiotique est une association mutuellement bénéfique entre les individus de deux espèces, où l'un (le nettoyeur) élimine et mange les parasites et autres matériaux de la surface de l'autre (le client). La symbiose de nettoyage est bien connue parmi les poissons nettoyeurs, où certaines petites espèces de poissons, notamment les Labridae mais aussi des espèces d'autres genres, sont spécialisées pour se nourrir presque exclusivement en nettoyant les poissons plus gros et autres animaux marins. D'autres symbioses de nettoyage existent entre les oiseaux et les mammifères, et dans d'autres groupes.